# W kręgu paryskiej Kultury
W kręgu paryskiej Kultury – seria książek ukazujących się od 2012 roku nakładem Instytutu Literackiego w Paryżu i Instytutu Książki. Publikowane są w niej teksty autorów publikujących na łamach paryskiej Kultury i Zeszytów Historycznych oraz ich książki wydane w ramach serii: Biblioteka Kultury.

## Tomy wydane w serii
- Juliusz Mieroszewski, Listy z Wyspy. ABC polityki „Kultury”, wybór, oprac. i posł. Rafał Habielski, Paryż: Instytut Literacki Kultura – Warszawa – Kraków: Instytut Książki 2012.
- Aleksander Janta-Połczyński, Wracam z Polski, wstęp i oprac. Grażyna Pomian, Paryż: Instytut Literacki Kultura – Warszawa – Kraków: Instytut Książki 2013.
- Zbigniew Brzeziński, Agonia komunizmu, wybór, oprac. i wstęp Małgorzata Ewa Ptasińska, Paryż: Instytut Literacki Kultura – Warszawa – Kraków: Instytut Książki 2014.
- Andrzej Bobkowski, Coco de Oro: szkice i opowiadania, ze wstępem Józefa Czapskiego i posł. Rafała Habielskiego, Paryż: Instytut Literacki Kultura – Kraków: Instytut Książki 2015.
- Michał Heller, Maszyna i śrubki: jak hartował się człowiek sowiecki, Paryż: Instytut Literacki Kultura – Warszawa – Kraków: Instytut Książki 2015.
- Kultura – Kościół: kościół na łamach paryskiej Kultury w latach 1946-2000, wybór, oprac. i posł. Tomasz Dostatni, Paryż: Instytut Literacki Kultura – Warszawa – Kraków: Instytut Książki 2015.
- Leo Lipski, Powrót, wybór, oprac. i wstęp Agnieszka Maciejowska, Paryż: Instytut Literacki Kultura – Kraków: Instytut Książki 2015.
- Jerzy Stempowski, Po powodzi: eseje i dzienniki podróży, wybór, oprac. i wstęp Magdalena Chabiera, Paryż: Instytut Literacki Kultura – Kraków – Warszawa: Instytut Książki 2015.
- Wacław A. Zbyszewski, Zagubieni romantycy i inni, wstęp Stefania Kossowska, posł. Iwona Hofman, 	Paryż: Instytut Literacki Kultura – Warszawa – Kraków: Instytut Książki 2015.
- Czesław Straszewicz, Turyści z bocianich gniazd, wstęp Andrzej Stanisław Kowalczyk, Paryż: Instytut Literacki Kultura – Kraków: Instytut Książki 2016.
- Stanisław Vincenz, Po stronie pamięci, wstęp Czesław Miłosz, posł. Andrzej Stanisław Kowalczyk, Paryż: Instytut Literacki Kultura – Kraków: Instytut Książki 2016.
- Zamiłowanie do spraw beznadziejnych: Ukraina w „Kulturze” 1947-2000, wybór, oprac. i posł. Bogumiła Berdychowska, Paryż: Instytut Literacki Kultura – Kraków: Instytut Książki 2016.
- Czesław Straszewicz, Turyści z bocianich gniazd, Paryż: Instytut Literacki Kultura – Kraków: Instytut Książki 2016.
- Wspominając ludzi Kultury, wybór, oprac. i wstęp Sławomir M. Nowinowski, Paryż: Instytut Literacki Kultura – Kraków: Instytut Książki 2016.
- Jerzy Giedroyc-Leopold Unger. Korespondencja 1970-2000, red. Iwona Hofman, Paryż: Instytut Literacki Kultura – Kraków: Instytut Książki 2016.
- Kultura – Rosja, t. 1: Literatura rosyjska w kręgu „Kultury”, red. Piotr Mitzner, Paryż: Instytut Literacki Kultura – Kraków: Instytut Książki 2016.
- Kultura – Rosja, t. 2: „Kultura” i emigracja rosyjska, red. Piotr Mitzner, Paryż: Instytut Literacki Kultura – Kraków: Instytut Książki 2016.
- Józef Łobodowski, Poeta wobec sejsmicznych ruchów historii, Paryż: Instytut Literacki Kultura – Kraków: Instytut Książki 2017.
- Henryk Józewski, Zamiast pamiętnika, Paryż: Instytut Literacki Kultura – Kraków: Instytut Książki 2017.
- Konstanty A. Jeleński, Zbiegi okoliczności, Paryż: Instytut Literacki Kultura – Kraków: Instytut Książki 2018.
- Niepodległa na łamach „Kultury”, oprac. Marek Żebrowski, Paryż: Instytut Literacki Kultura – Kraków: Instytut Książki 2018.
- Piotr Wandycz, Żaden naród nie wybiera swojej historii, Paryż: Instytut Literacki Kultura – Kraków: Instytut Książki 2018.